# Зеами
Зеами Мотокијо, познат и под именом Канзе Мотокијо (око 1363 – око 1443) је био јапански глумац, драмски писац и теоретичар уметности.
Зеами је глумачко умеће учио од свог оца, познатог глумца Кан'амија. Њих двојица су временом развили глумачки стил познат као Но. Написао је око 50 драма, као и глумачке приручнике и трактате из области естетике.